# Dendronephthya mutabilis
Dendronephthya mutabilis är en korallart som beskrevs av Tixier-Durivault och Prevor 1962. Dendronephthya mutabilis ingår i släktet Dendronephthya och familjen Nephtheidae. Inga underarter finns listade i Catalogue of Life.